# Kurt Leyser
Kurt Leyser (ur. 1884, zm. ?) – zbrodniarz nazistowski, członek załogi niemieckiego obozu koncentracyjnego Dachau i SS-Scharführer.
Członek Waffen-SS. Pełnił służbę w obozie Dachau od sierpnia 1939 do 4 kwietnia 1944. W tym czasie był członkiem obozowego gestapo (tzw. Wydziału Politycznego) od września 1940 do kwietnia 1943, a także pełnił służbę wartowniczą oraz sprawował stanowiska Blockführera i kierownika komanda więźniarskiego.
W procesie członków załogi Dachau (US vs. Franz Kohn i inni), który miał miejsce w dniach 14–22 lipca 1947 przed amerykańskim Trybunałem Wojskowym w Dachau Leyser skazany został początkowo na 20 lat pozbawienia wolności. Zarzucono mu torturowanie więźniów podczas przesłuchiwań i maltertowanie ich na inne sposoby, a także udział w selekcjach więźniów i jeńców radzieckich przeznaczonych do egzekucji w krematorium obozowym. Po rewizji wyroku 17 marca 1948 karę zmniejszono do 5 lat więzienia. Uznano bowiem, iż dowody dotyczące maltertowania więźniów przez oskarżonego budzą uzasadnione wątpliwości.